# ATS D7
O D7 é o último modelo da ATS da temporada de 1984 da F1. Condutores: Manfred Winkelhock e Gerhard Berger.

## Resultados[1]
| Ano  | Chassi | Motor               | Pneus | Nº | Pilotos            | 1   | 2   | 3   | 4   | 5   | 6   | 7   | 8   | 9   | 10  | 11  | 12  | 13  | 14  | 15  | 16  | Pontos | Posição  |  |
| ---- | ------ | ------------------- | ----- | -- | ------------------ | --- | --- | --- | --- | --- | --- | --- | --- | --- | --- | --- | --- | --- | --- | --- | --- | ------ | -------- |  |
|      |        |                     |       |    |                    |     |     |     |     |     |     |     |     |     |     |     |     |     |     |     |     |        |          |  |
|      |        |                     |       |    |                    | BRA | RSA | BEL | SMR | FRA | MON | CAN | USE | USA | GBR | GER | AUT | HOL | ITA | EUR | POR |        |          |  |
| 1984 | D7     | BMW M12/13 L4 Turbo | P     | 14 | Manfred Winkelhock | EX  | Ret | Ret | Ret | Ret | Ret | 8   | Ret | 8   | Ret | Ret | DNS | Ret | DNS |     |     | 0      | NC (12º) |  |
| 1984 | D7     | BMW M12/13 L4 Turbo | P     | 31 | Gerhard Berger     |     |     |     |     |     |     |     |     |     |     |     | 12  |     | 61  | Ret |     | 0      | NC (12º) |  |
| 1984 | D7     | BMW M12/13 L4 Turbo | P     | 14 | Gerhard Berger     |     |     |     |     |     |     |     |     |     |     |     |     |     |     |     | 13  | 0      | NC (12º) |  |

↑1  Não teve direito aos pontos, porque a equipe inscreveu apenas um carro no campeonato.